# Magnus den gode

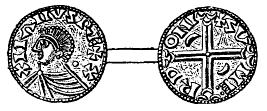
Mynt präglat i Lund för kung Magnus.

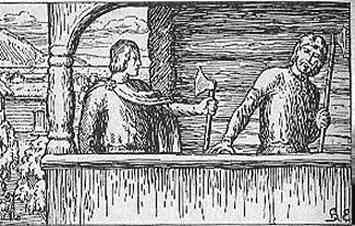
Magnus erbjuder Åsmund Grankjellsson sin yxa. Illustration av Halfdan Egedius.

Magnus den gode eller Magnus (I) Olofsson (norska: Olavsson), född 1024 i Norge, död den 25 oktober 1047 i Skibby i Danmark, var kung av Norge 1035–1047 och kung av Danmark 1042–1047.
Enligt sagotraditionen var Magnus utomäktenskaplig son till Olof den helige och Alvhild – en tjänstekvinna på kungsgården. Han flydde med sin far till Novgorod, men hämtades hem till Norge och kampen mot kung Sven 1034 av Kalv Arnesson och Einar Tambaskelver. Den sistnämnde utövade stort inflytande på den unge Magnus.
Med svensk hjälp fördrevs Sven Knutsson, son till Knut den Store av Danmark och England, som hade vunnit den norska kronan från Olof 1028. Magnus utropades till kung 1035.
Vid 18 års ålder drog Magnus till Danmark på härtåg och vann kronan 1042. Som dansk kung stred Magnus med venderna och ska ha bränt Jomsborg. Han besegrade även venderna i slaget vid Lyrskog nära Slesvig. Alla accepterade inte Magnus som dansk kung. Knut den stores systerson Sven Estridsson lyckades bli hyllad som kung och flera sjöslag utkämpades emellan de bägge kungarna 1043–1045 utan att ett avgörande kunde fällas.
År 1045 kom också Harald Hårdråde till Norge efter tjänstgöring i väringagardet i Konstantinopel – uppenbarligen med tanken att bli norsk kung. Magnus gick med på att dela makten med Harald 1046. Följande år avled Magnus när han var ute med örlogsflottan i Danmark. Enligt de norsk-isländska sagorna var det av sjukdom, men den danska Rydårboken som har visst stöd i engelska källor påstår att kung Magnus ramlade från en landgång och drunknade. Kung Magnus begravdes i Kristkirken i Nidaros. 
Magnus efterträddes i Norge av farbrodern, medregenten Harald Hårdråde, och i Danmark kunde Sven Estridsson säkra sin ställning som kung.